# Голубе озеро
Голубе озеро — невелике озеро в центрі Великого Каньйону Криму. Інколи зустрічається й інша назва озера — «Озеро Любові».
Голубе озеро — один з найвідоміших об'єктів Великого каньйону.
Неподалік Голубого озера знаходиться водоспад «Срібні струмені».